# Губаны (Уинский район)
Губаны — упразднённая деревня в Уинском муниципальном округе Пермского края России. Исключена из учётных данных в 2024 году.

## История
Известна с 1777 года. До 2019 года входила в состав ныне упразднённого Судинского сельского поселения Уинского района.

## География
Деревня находится в юго-восточной части края, в пределах Предуральской возвышенно-всхолмленной равнины, на правом берегу реки Телёс, на расстоянии приблизительно 13 километров (по прямой) к востоку-юго-востоку (ESE) от села Уинского, административного центра округа. Абсолютная высота — 169 метров над уровнем моря.
Климат
Климат характеризуется как умеренно континентальный, с продолжительной многоснежной холодной зимой и коротким тёплым летом. Средняя многолетняя температура самого холодного месяца (января) составляет −17,1 °C (абсолютный минимум — −50 °С), температура самого тёплого (июля) — 25,2 °C (абсолютный максимум — 38 °С). Среднегодовое количество осадков — 557 мм. Большая их часть (393 мм) выпадает в течение тёплого периода. Снежный покров держится в среднем 170 дней в году.

## Население
| 2010 |
| ---- |
| 0    |